# Ewald von Kleist (Generalfeldmarschall)

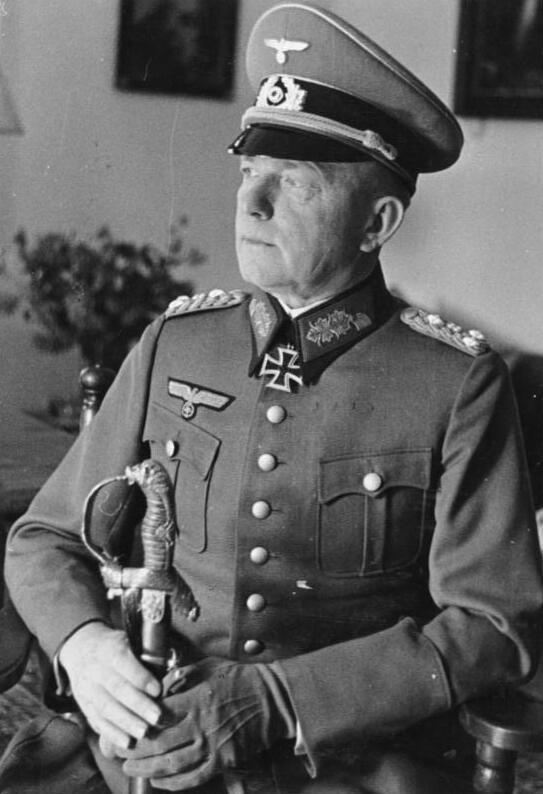
Ewald von Kleist (1940)

Paul Ludwig Ewald von Kleist (* 8. August 1881 in Braunfels an der Lahn; † 13. oder 16. November 1954 im Zentralgefängnis Wladimir, Sowjetunion) war ein deutscher Kavallerie-Offizier (ab 1943 Generalfeldmarschall) und während des Zweiten Weltkrieges Oberbefehlshaber verschiedener Armeen und Heeresgruppen der Wehrmacht. Er wurde in Jugoslawien und in der Sowjetunion wegen Kriegsverbrechen verurteilt.

## Leben

### Kaiserreich und Erster Weltkrieg
Ewald von Kleist war Angehöriger des Adelsgeschlechts von Kleist, sein Vater war der Gymnasialdirektor Dr. Hugo von Kleist. Ewald von Kleist trat am 9. März 1900 als Fahnenjunker in das Feldartillerie-Regiment „General-Feldzeugmeister“ (1. Brandenburgisches) Nr. 3 ein, wo er am 18. August 1901 zum Leutnant befördert wurde. Am 22. März 1914 wurde er als Rittmeister zum 1. Leib-Husaren-Regiment Nr. 1 versetzt.
Nach Beginn des Ersten Weltkrieges nahm Ewald von Kleist an der Schlacht bei Tannenberg teil. Von 1915 bis 1918 wurde er als Stabs- und Truppenoffizier an der Westfront verwendet.

### Weimarer Republik
Kleist trat 1919 in ein Freikorps ein und wurde im Westen Deutschlands eingesetzt. 1920 wurde er in die Reichswehr übernommen. Ab 1924 war er als Taktiklehrer an der Kavallerieschule in Hannover tätig, bevor er 1928 als Chef des Stabes zur 2. Kavalleriedivision nach Breslau versetzt wurde. Dieselbe Position hatte er anschließend von 1929 bis 1931 bei der 3. Division in Berlin inne. Der inzwischen zum Oberst beförderte Kleist wurde 1931 Kommandeur des 9. (Preußisches) Infanterie-Regiments in Potsdam und mit Beginn des Jahres 1932 Kommandeur der 2. Kavalleriedivision. Im Oktober 1932 erfolgte in dieser Stellung die Ernennung zum Generalmajor.

### Zeit des Nationalsozialismus

#### Vorkriegszeit
Nachdem er am 1. Dezember 1933 zum Generalleutnant befördert worden war, wurde Kleist im Oktober 1934 Befehlshaber der „Heeresdienststelle Breslau“, aus der das spätere VIII. Armeekorps hervorging. Seit der Enttarnung der Verbände 1935 trug er den Titel des Befehlshabers im neugebildeten Wehrkreis VIII und Kommandierenden Generals des VIII. Armeekorps. Am 1. August 1936 wurde er als solcher zum General der Kavallerie befördert. Im Februar 1938 wurde von Kleist im Zusammenhang mit den Vorgängen während der Blomberg-Fritsch-Krise aus dem Dienst verabschiedet, wobei er die Erlaubnis zum Tragen der Uniform des 8. Kavallerieregiments erhielt. Zur Sicherung seines Ruhestands erwarb er anschließend ein Gut bei Breslau.

#### Zweiter Weltkrieg

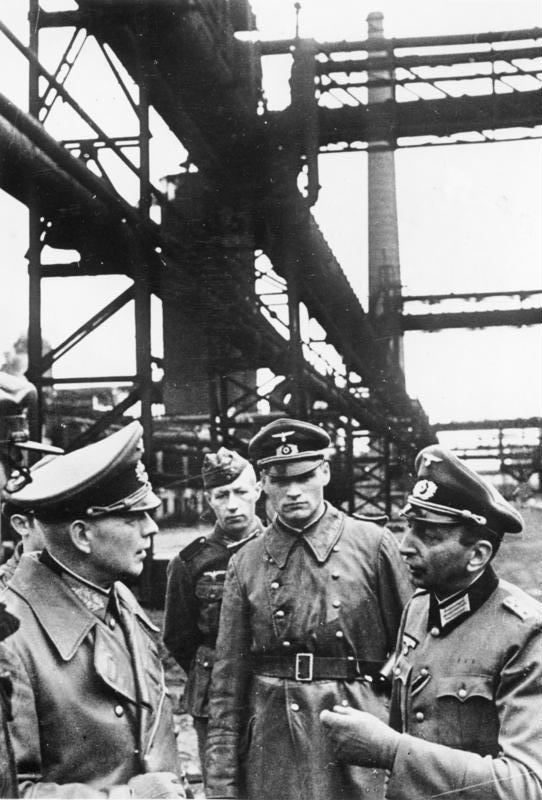
Kleist (links) besichtigt ein erobertes Hüttenwerk in der Ukraine 1941.

Mit Beginn des Zweiten Weltkrieges wurde Kleist reaktiviert und war beim Überfall auf Polen Befehlshaber des motorisierten XXII. Armeekorps. Dort gelang seinem Korps der Durchbruch durch den Südflügel der polnischen Armee.
Im Mai 1940 bildete die „Panzergruppe Kleist“, die allein fünf Panzerdivisionen umfasste, die Spitze des Westfeldzuges. Für die Erfolge seiner Panzergruppe erhielt Kleist am 15. Mai 1940 das Ritterkreuz des Eisernen Kreuzes und wurde am 19. Juli 1940 zum Generaloberst befördert.
Im April 1941 nahm er mit der Panzergruppe 1 als Teil der 12. Armee unter der Führung von Generalfeldmarschall Wilhelm List am Balkanfeldzug teil. Im Juni des gleichen Jahres führte er im Russlandfeldzug die Panzergruppe 1, der unter anderem der Durchbruch durch die „Stalin-Linie“ gelang. Die Panzergruppe 1 erbeutete in den Kesselschlachten von Uman und in der Schlacht um Kiew zusammen mit der Panzergruppe 2 von Generaloberst Heinz Guderian über 800 sowjetische Panzer und machte ca. 650.000 Kriegsgefangene. In Anerkennung ihrer Leistungen wurden die Panzergruppen Kleists und Guderians Anfang Oktober 1941 in Panzerarmeen umgewandelt, was eine Gleichstellung ihrer Oberbefehlshaber mit anderen Armeebefehlshabern bedeutete. Am 18. Februar 1942 wurde Kleist zudem mit dem Eichenlaub zum Ritterkreuz ausgezeichnet.
Im Sommer 1942 führte er die durch Unterstellung der 17. Armee gebildete „Armeegruppe Kleist“, bis im weiteren Verlauf des Falls Blau Generalfeldmarschall Wilhelm List den Oberbefehl über die für die Operationen im Kaukasus gebildete Heeresgruppe A übernahm. Im selben Jahr erhielt er Grundbesitz im Wert von 567.000 Reichsmark als Dotation. Kleist wurde am 22. November 1942 neuer Oberbefehlshaber der Heeresgruppe A, die Hitler nach der Entlassung Lists im September zeitweilig persönlich geführt hatte, und am 1. Februar 1943 nach der Schlacht um Stalingrad zum Generalfeldmarschall befördert.
Nach wiederholten Meinungsverschiedenheiten mit Hitler über die Kriegsführung im Osten wurde Kleist im März 1944 entlassen und durch Ferdinand Schörner ersetzt. Infolge des Attentats vom 20. Juli 1944 wurde er von der Gestapo verhaftet, aber anders als sein Verwandter Ewald von Kleist-Schmenzin, der bereits in die Septemberverschwörung involviert gewesen war und enge Kontakte zum Goerdeler-Kreis unterhalten hatte, später freigelassen.

### Nachkriegszeit
Kleist wurde Ende April 1945 in Bayern von US-Soldaten verhaftet, an die britische Armee übergeben und von dieser im September 1946 an Jugoslawien ausgeliefert. Dort wurde er wegen Kriegsverbrechen zu 15 Jahren Haft verurteilt. 1948 wurde er an die Sowjetunion ausgeliefert und dort wegen Kriegsverbrechen zu lebenslanger Haft verurteilt. Welche Kriegsverbrechen ihm vorgeworfen wurden sowie Details zum Prozessverlauf sind bisher nicht bekannt geworden.
Am 13. oder 16. November 1954 starb er im Gefangenenlager Wladimirowka. Er war der ranghöchste unter den in sowjetischer Kriegsgefangenschaft gestorbenen deutschen Soldaten.

## Auszeichnungen (Auswahl)
- Eisernes Kreuz II. Klasse, 4. Oktober 1914[7]
- Eisernes Kreuz I. Klasse, 27. Januar 1915
- Ritterkreuz des Eisernen Kreuzes, 15. Mai 1940
- Ritterkreuz mit Eichenlaub, 17. Februar 1942
- Ritterkreuz mit Schwertern, 30. März 1944